# Santa Cecília (São Paulo)
Santa Cecilia est un district situé dans la zone centrale de la ville de São Paulo.
La région comprend les quartiers de : Campos Elíseos, Santa Cecilia, Várzea da Barra Funda (triangle formé entre les voies ferrées de la CPTM et les avenues Abraão Ribeiro et Rudge), et une partie de Vila Buarque où se trouvent le largo Santa Cecilia et la station de métro Santa Cecília. Dans ses domaines se trouvent la plupart de la voie élevée Presidente João Goulart (vulgo Minhocão), praça Marechal Deodoro, praça Princesa Isabel, praça Júlio Prestes et largo Coração de Jesus.

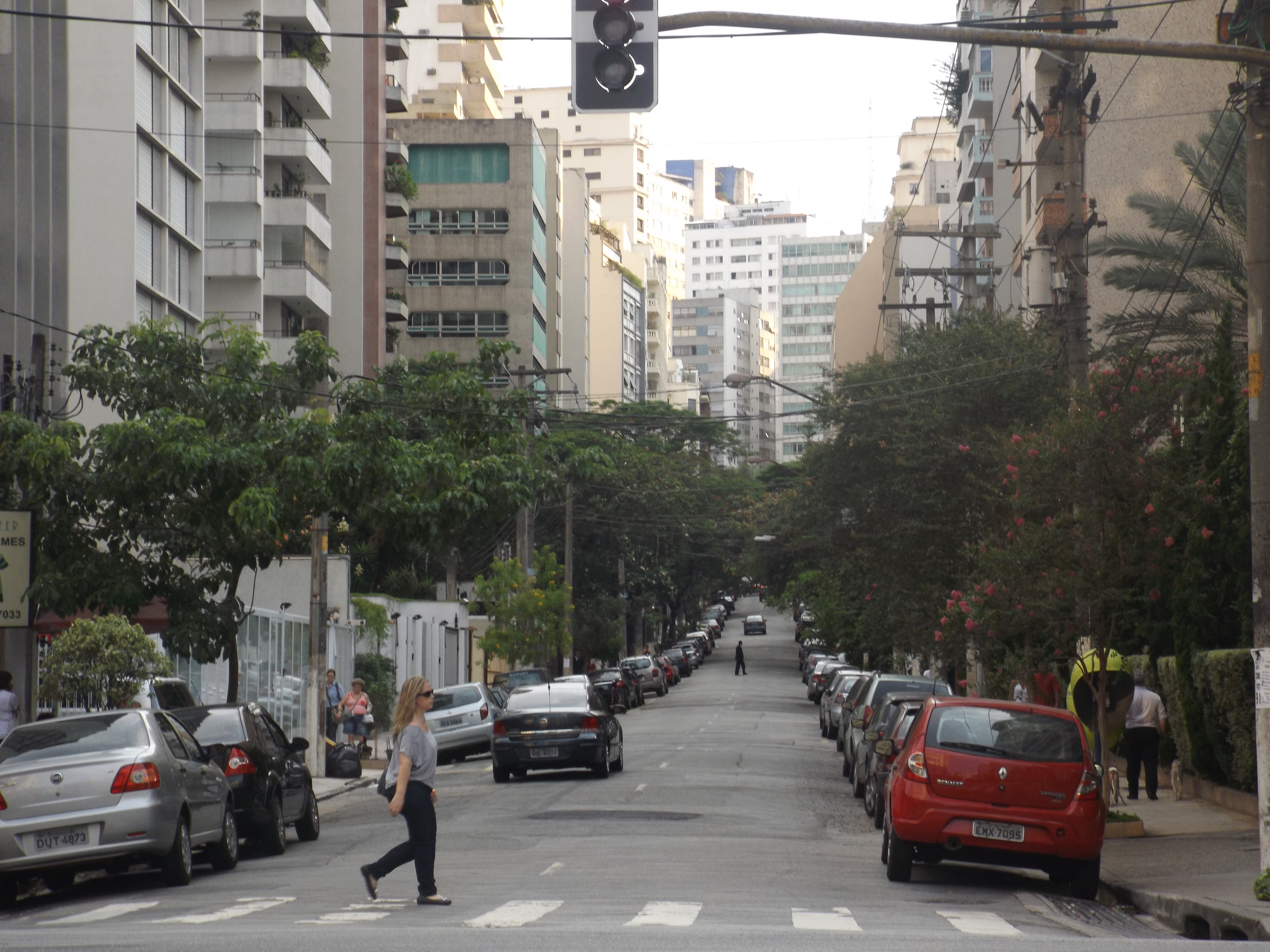
Vue de la rua Doutor Brasílio Machado avec l'alameda Barros

Alors que la zone de quartier au sud des lignes CPTM est caractérisée par une forte densité et une utilisation mixte résidentielle et commerciale, celles situées au nord de celle-ci sont moins verticales, marquées par la présence de maisons, de hangars et d'industries. Des régions telles que le quartier de Campos Elíseos et les environs de la voie élevée, autrefois habités par une population à revenu élevé, se caractérisent actuellement par une plus grande diversité de profil socio-économique. Les bâtiments historiques sont principalement concentrés dans Campos Elíseos, comme le Palais de Campos Elísios, l'ancienne résidence de la famille Elias Antônio Pacheco e Chaves, siège plus tard du gouvernement de l'État de São Paulo et résidence officielle du gouverneur de l'État de São Paulo avant le déménagement au Palais des Bandeirantes, à Morumbi.
Aujourd'hui, il abrite la région connue sous le nom de Cracolândia, en plus de la Favela do Moinho, l'une des rares qui restent dans la région centrale, et qui a été formée dans une construction abandonnée encastrée entre les voies de la ligne 7 et de la ligne 8 de la CPTM, dont les habitants traversent les voies pour se rendre chez eux. Dans le quartier se trouve le Sanctuaire du Sacré-Cœur de Jésus.
Elle est desservie par la ligne 3 - Rouge du métro de São Paulo, aux stations Marechal Deodoro et Santa Cecília. Il est également desservi par la ligne 8 de la CPTM, à la gare Júlio Prestes. Le district a abrité pendant de nombreuses années la Rádio CBN São Paulo et la Rádio Globo São Paulo. Avant, le district abritait la TV Globo São Paulo.
Le nom du quartier est un hommage à la sainte catholique Cécile de Rome, considérée comme la patronne des musiciens.

## Limites
- Nord-ouest : Avenue Doutor Abraão Ribeiro et son accès au pont da Casa Verde.
- Nord-est : Avenue Rudge et son accès au pont da Casa Verde.
- Est : Viaduc Engenheiro Orlando Murgel, Voie ferrée CPTM (Ligne 8), Place Júlio Prestes.
- Sud : Avenue Duque de Caxias, Largo do Arouche, Rue Jaguaribe, Rue Doutor Veiga Filho.
- Ouest : Avenue Pacaembu, Viaduc Pacaembu.

## Districts limitrophes
- Bom Retiro (Est)
- República (Sud)
- Consolação (Sud-Ouest)
- Barra Funda (Ouest)